# Querrien
Querrien (bretonisch Kerien) ist eine französische Gemeinde mit 1654 Einwohnern (Stand 1. Januar 2022) im Département Finistère im Westen der Bretagne.

## Geografische Lage

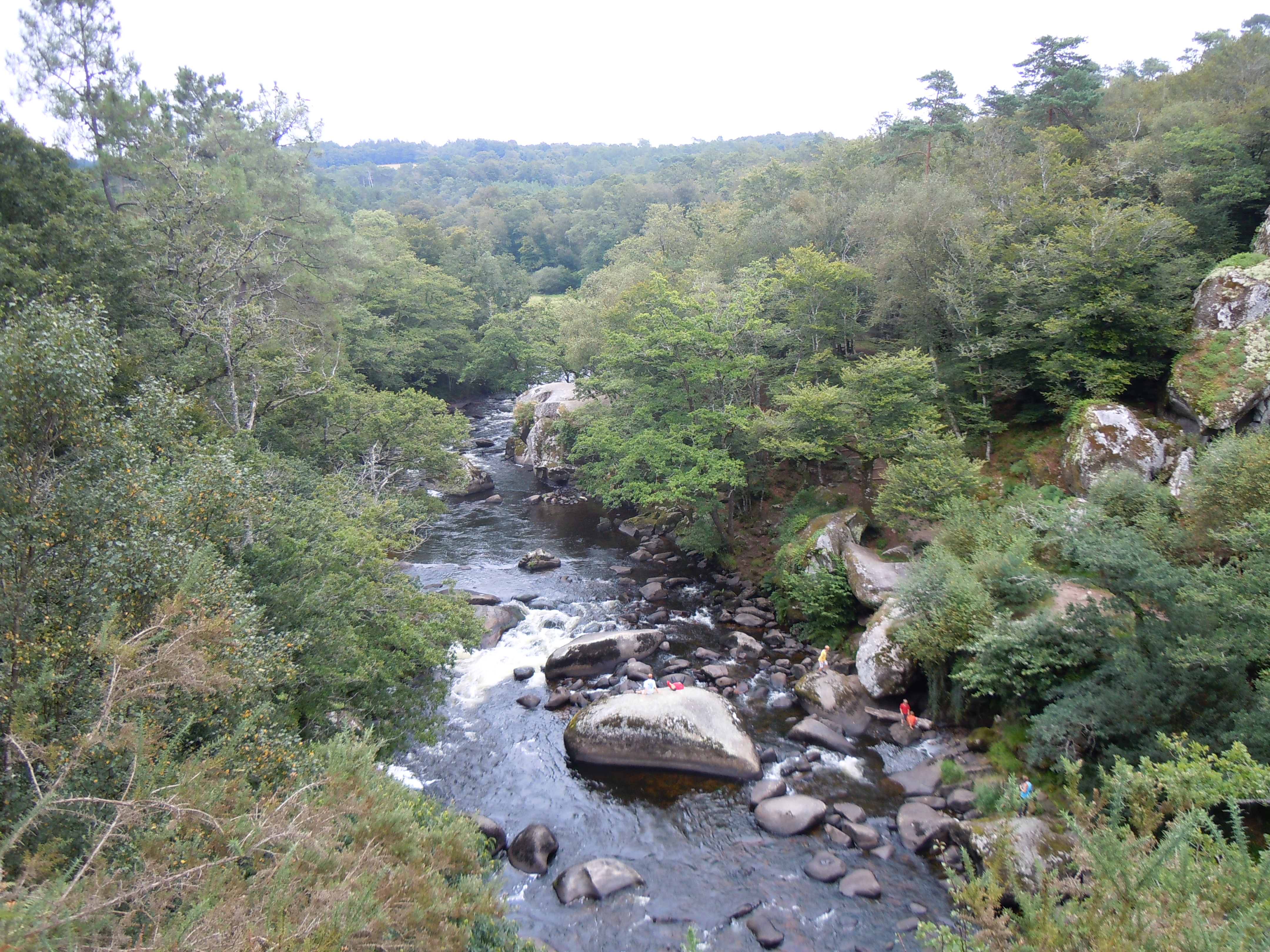
Die Teufelssteine

Querrien liegt im Westen der Bretagne. Lorient liegt 26 Kilometer südsüdöstlich, Quimper 42 Kilometer westnordwestlich und Paris etwa 450 Kilometer östlich.

## Verkehr
Bei Quimperlé befindet sich die nächste Abfahrt an der Schnellstraße E 60 (Nantes-Brest) und u. a. in Quimperlé, Bannalec und Lorient gibt es Regionalbahnhöfe.
Bei Lorient und Brest befinden sich Regionalflughäfen.

## Bevölkerungsentwicklung

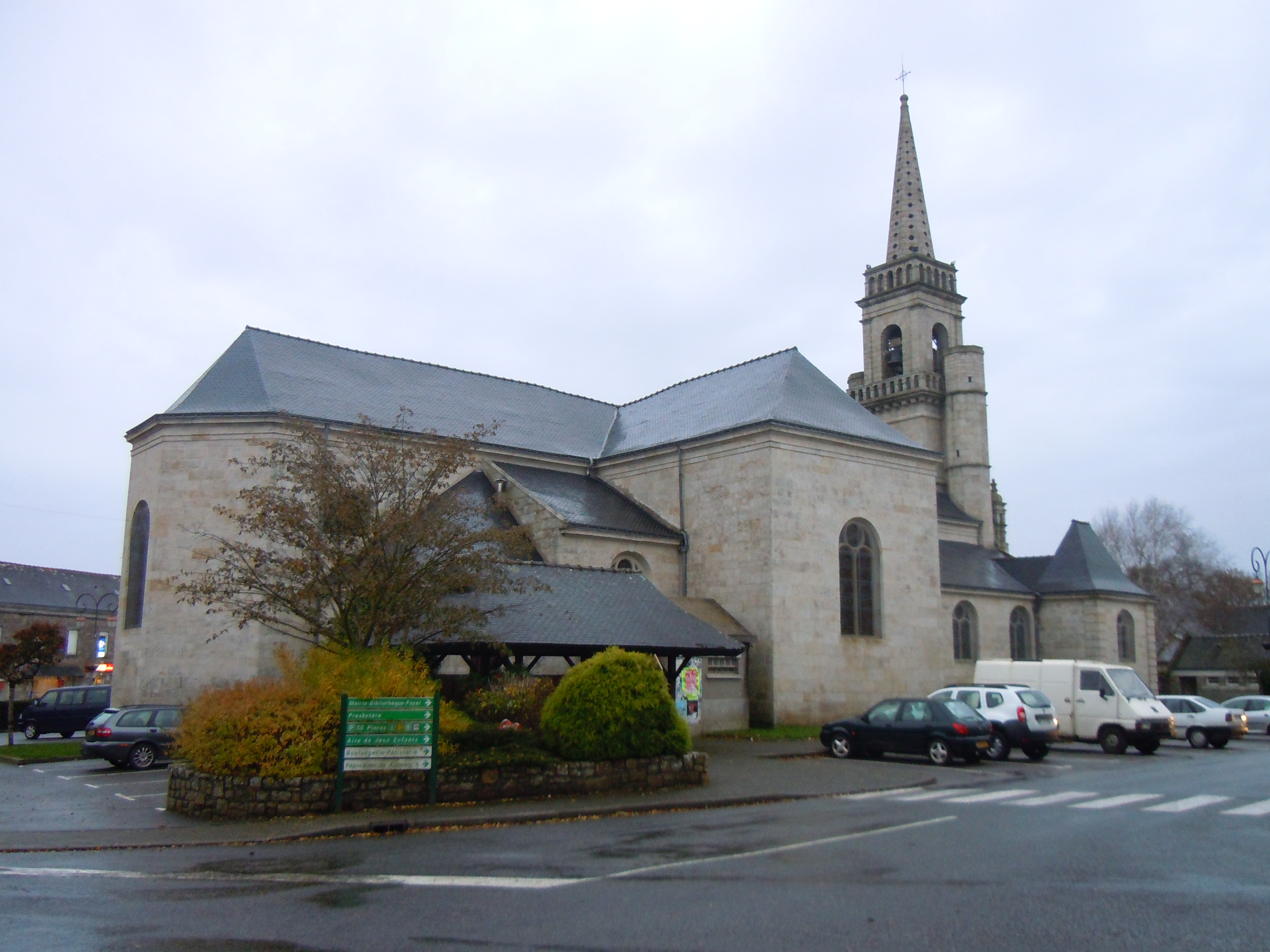
Kirche Saint-Chéron

| Jahr                       | 1962 | 1968 | 1975 | 1982 | 1990 | 1999 | 2010 | 2017 |
| Einwohner                  | 2372 | 2118 | 1858 | 1759 | 1650 | 1596 | 1696 | 1739 |
| Quellen: Cassini und INSEE |      |      |      |      |      |      |      |      |